# 汪獲麟
汪獲麟（1462年—1530年），字仁甫，初號藪東，後號潞澳，晚更號郊居，騰驤左衛官籍，浙江山陰縣人，明朝政治人物。

## 生平
弘治二年（1489年）己酉科順天府鄉試第八十三名舉人。弘治六年（1493年）中式癸丑科會試第二百十名，二甲第十一名進士。授刑部主事，升员外郎，十八年三月升河南按察司佥事，正德四年（1509年）七月升河南布政司右参议，五年九月升山西按察司副使，七年十二月升本布政使司左參政。復除江西左参政，九年正月升廣東按察使，正德十一年（1516年）九月陞雲南右布政使。十一年十一月调任山西右布政使。十六年因老病致仕。嘉靖九年卒，年六十九。

## 家族
曾祖汪貴，試百戶；祖父汪友，實授百戶；父汪海，百戶。母胡氏（封安人）。严侍下。弟鳴鳳。